# St. Georg (Memmenhausen)

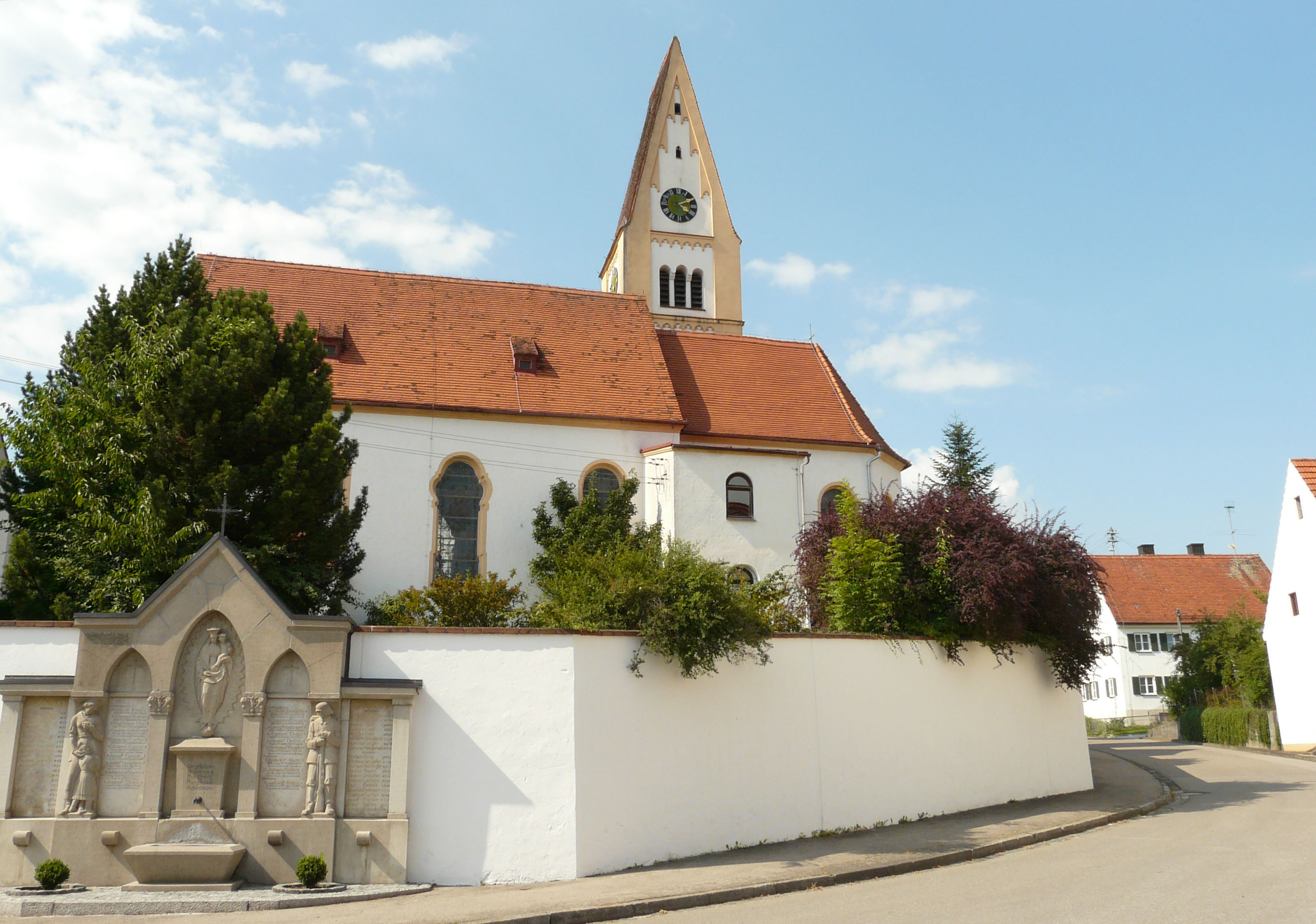
Kirche St. Georg in Memmenhausen (im Vordergrund das Kriegerdenkmal)

Die katholische Pfarrkirche St. Georg in Memmenhausen, einem Gemeindeteil von Aichen im schwäbischen Landkreis Günzburg in Bayern, wurde in der ersten Hälfte des 16. Jahrhunderts errichtet. Die Kirche an der St.-Georg-Straße 3, umgeben von der alten Friedhofsmauer, ist ein geschütztes Baudenkmal.

## Beschreibung
Der Turm mit Satteldach, Triforien, Dreipassfriese und der polygonale Chor stammen aus spätgotischer Zeit. Das Langhaus ist in seinen Grundmauern aus der gleichen Zeit.
Die Altäre und die Kanzel wurden in den Jahren 1680 bis 1715 errichtet. Der Hochaltar stammt aus St. Moritz in Augsburg.
Die Barockisierung der Kirche erfolgte 1752/53. Der Stuckdekor stammt wahrscheinlich von Caspar Radmiller. 1954/55 wurden die alten Fresken des 19. Jahrhunderts durch neue von Florian Bosch ersetzt, im Langhaus „Das letzte Paradies“ (vorher: Enthauptung Johannes des Täufers), im Chorraum „Auferstehung Christi“ (wie vorher).